# Sinpyeong-myeon, Imsil-gun
Sinpyeong-myeon (koreanska: 신평면) är en socken i kommunen Imsil-gun i provinsen Norra Jeolla i den centrala delen av Sydkorea, 210 km söder om huvudstaden Seoul.